# Женская месть
«Женская месть» (англ. A Woman's Vengeance) — фильм нуар режиссёра Золтана Корды, который вышел на экраны в 1948 году.
Сценарий фильма написал Олдос Хаксли по собственному рассказу «Улыбка Джоконды» (1922). Фильм рассказывает об обеспеченном английском джентльмене Генри Мурье (Шарль Буайе), который после смерти жены-инвалида быстро женится на значительно более молодой женщине Дорис (Энн Блит), что вызывает возмущение у влюблённой в него соседки и близкой подруги Джанет (Джессика Тенди). Вскоре возникают подозрения, что Генри мог отравить свою жену, и в конце концов его приговаривают к смерти за убийство, которого он не совершал. Однако в последний момент семейному доктору (Седрик Хардвик) удаётся вычислить подлинного убийцу и спасти Генри от смерти.
Критика восприняла фильм позитивно, высоко оценив как постановку Золтана Корды, так и актёрскую игру Джессики Тэнди и особенно Седрика Хардивка.

## Сюжет
В 1931 году в Великобритании богатый владелец усадьбы средних лет Генри Мурье (Шарль Буайе) возвращается домой в тот момент, когда его жена-инвалид Эмили (Рэйчел Кемпсон) выписывает чек на 400 фунтов своему брату-кутиле Роберту Лестеру (Хью Френч). Возмущённый Генри, разорвав чек, просит Роберта уйти и попытаться самому зарабатывать деньги. После этого Эмили набрасывается на Генри с упрёками, при служанке обвиняя мужа в том, что он хочет, чтобы она умерла. Не желая ввязываться в ссору, Генри уходит к проживающей по соседству давней хорошей подруге Джанет (Джессика Тэнди). 35-летняя Джанет уже многие годы ухаживает за своим отцом, прикованным к кресле-каталке пожилым генералом Спенсом (Сесил Хамфрис). Генри дарит ей подарок на день рождения и приглашает её на следующий день к себе домой на обед, обращаясь с просьбой помочь примириться с женой. Джанет всячески поддерживает Генри и полностью разделяет его взгляды, в то время, как с Эмили, с которой Генри состоит в браке уже 20 лет, он так и не добился взаимопонимания. После встречи с Джанет Генри садится в свой автомобиль с шофёром (Гарри Кординг), где его ожидает милая влюблённая в него 18-летняя Дорис Мид (Энн Блит), с которой у Генри уже несколько месяцев развивается роман. Тем временем Джанет навещает Эмили, уговаривая её не мучить Генри и отпустить его, чтобы он наконец мог стать счастливым. На это Эмили отвечает, что Генри будет счастливым, если она умрёт. Выходя от Эмили, Джанет встречает её медицинскую сестру Кэролайн Брэддок (Милдред Нэтвик), которая ненавидит мужчин и презирает Генри за его лицемерие и измены.
На следующий день Генри устраивает дома обед в честь Джанет, на котором присутствуют Эмили и Кэролайн. После обеда они переходят во дворик выпить кофе, а Кэролайн отпрашивается домой. Генри отпускает её, отправляясь самостоятельно приготовить лекарство для жены, в то время, как Джанет разливает всем кофе. После кофе Генри уезжает, ссылаясь на важную деловую встречу. На самом деле он приезжает в загородный клуб, где договорился поужинать с Дорис. В клубе они встречают Роберта, и Генри вынужден их представить друг другу. Оставшись наедине с Генри, Роберт требует с него 500 фунтов за молчание, и Генри обещает прислать ему чек на следующий день. Поздно вечером Генри возвращается домой, встречая доктора Джеймса Либбарда (Седрик Хардвик), который сообщает, что Эмили умерла четыре часа назад, предположительно, от сердечного приступа. Доктор говорит, что пытался связаться с Генри, однако не мог его найти. Генри заходит в комнату, чтобы увидеть жену, где благодарит Джанет, которая всё это время была с Эмили. Сразу после похорон Генри, не поставив в известность Джанет, уезжает в путешествие, а в доме начинается ремонт. Генри счастливо проводит время на природе вместе с Дорис, где они объясняются друг к другу в любви. Они собираются поехать в Париж, после чего официально сообщить о своих отношениях. Дорис переживает по поводу того, как она войдёт в круг зрелых и авторитетных друзей Генри.
Однажды после возвращения домой Генри вечером работает в своём кабинете с документами. В этот момент неожиданно заходит Джанет, ссылаясь на то, что увидела свет в его окне. Несколько минут спустя на улице начинается сильная гроза, и в доме гаснет свет. Джанет овладевают романтические чувства, и она говорит, что теперь после стольких лет мучений они наконец оба свободны и могут быть вместе, предполагая, что они оба мечтают об этом. Генри однако отвечает, что не хочет этого, и более того, во время поездки он уже женился на девушке, с которой встречался перед отъездом. Генри предлагает остаться хорошими друзьями, и Джанет соглашается с ним, после чего просит воспринимать свои слова об их совместной жизни как шутку. Вскоре приходит Дорис, и Генри знакомит Джанет со своей молодой женой. На следующий день Генри представляет Дорис генералу Спенсу, который внимательно осматривает девушку, одобряя выбор Генри. Джанет замечает на платье у Дорис дорогую брошь, которая принадлежала Эмили. Генри с Дорис уходят, сообщая, что на следующий день уезжают в путешествие. Проводив их до двери, Джанет возвращается в гостиную, где сообщает Кэролайн, что Генри подарил Дорис ту самую брошь, которую Эмили обещала оставить медсестре. Кэролайн обзывает мужчин свиньями, после чего вспоминает, что в день смерти Эмили Генри, вероятно, специально отпустил её и сам вызвался приготовить для жены лекарство. Джанет подталкивает Кэролайн к тому, чтобы та решила докопаться до правды и добиться справедливости, потребовав провести эксгумацию и экспертизу тела Эмили.
Вскоре проводится эксгумация, и, по результатам вскрытия сообщается, что Эмили была отравлена мышьяком. Генри вместе с Дорис вынуждены вернуться из свадебного путешествия в Париж, при этом Дорис уже ожидает ребёнка. Вскоре начинается разбирательство в коронерском суде, который приходит к окончательному заключению, что Эмили была отравлена. Так как лекарство ей в день смерти давал именно Генри, главное подозрение в убийстве падает на него. После заседания Генри и Дорис приезжают домой, где девушка клянётся мужу в любви, предлагая сегодня же сбежать. Из её слов, по мнению Генри, следует, что он убил жену, и он с возмущением заявляет, что не убивал Эмили, после чего уходит. Тем же вечером Дорис пытается покончить жизнь самоубийством, однако вовремя прибывший доктор Либбард спасает её. В разговоре с Генри доктор заявляет, что верит в его невиновность, после чего помогает Генри и Дорис примириться. Они обнимают и целуют друг друга. В ходе последующего коронерского разбирательства шофёр Генри подтверждает, что роман Генри с Дорис начался за несколько месяцев до смерти Эмили, кроме того, в день смерти Эмили Генри покупал в магазине гербициды, в состав которых входит мышьяк.
На следующий день Джанет читает в газете, что Генри Мурье предстанет перед уголовным судом по обвинению в убийстве жены. Вскоре появляется доктор Либбард, чтобы узнать, помогает ли Джанет лекарство, которое он прописал ей против бессонницы. Так как лекарство перестало действовать, доктор просит Джанет успокоиться и не принимать происходящее настолько близко к сердцу. Тем временем Дорис навещает Генри в тюрьме, где они вновь объясняются друг другу в любви и думают об имени ребёнку. На допросе в суде Кэролайн заявляет, что видела как Генри и Эмили ссорились, и слышала, как он говорил, что хотел бы, чтобы она умерла. Выслушав затем показания Лестера и Джанет, суд также устанавливает, что Эмили завещала всё своё имущество Генри. В итоге присяжные признают Генри виновным в убийстве Эмили, и суд приговаривает его к смертной казни через повешение. На апелляцию быстро приходит отказ. Вскоре после этого доктор Либбард заезжает к Спенсам, чтобы проверить состояние Джанет. Как он, так и генерал по-прежнему убеждены, что Генри, хотя и изменял жене, но не виновен в её убийстве. Затем доктор осматривает Джанет, осторожно интересуясь, не связана ли её бессонница с тем, что она влюблена в Генри. Джанет жалуется доктору на тревожные сны, в которых она подносит Эмили чашку кофе, после чего неожиданно замолкает, давая доктору основания полагать, что она что-то скрывает. Доктор рекомендует Джанет обратиться к психиатру, однако она отказывается и уходит.
За сорок часов до приведения приговора в исполнение Джанет навещает Генри в тюрьме, давая ему понять, что это она убила Эмили, чтобы быть с ним. Когда же он отверг её и женился на Дорис, Джанет устроила дело так, чтобы его осудили за убийство жены. Смеясь, Джанет уходит, а Генри безуспешно пытается объяснить тюремщикам, что она только что созналась в убийстве. За несколько часов до казни доктор Либбард приезжает к Джанет, пытаясь воззвать к её совести. Он говорит, что человек с грузом убийства на своей душе по сути уже мёртв. Затем в иносказательной манере доктор уговаривает её очистить свою совесть и во всём сознаться, чтобы не дойти до полного безумия и ужасной смерти. Однако Джанет не реагирует на слова доктора. Когда она выходит из комнаты, доктор незаметно переводит часы на час вперёд, после чего они ожидают часа казни. Тем временем в камере Генри разрешают проститься с Дорис, и они нежно обнимают и целуют друг друга, при этом Генри говорит, что уверен в том, что всё будет хорошо. После того, как часы в комнате пробивают время казни, Джанет не выдерживает и рыдая говорит, что возненавидела Генри после того, как он женился на Дорис. Затем она сознаётся, что подложила яд в кофе Эмили, чтобы его обвинили в убийстве жены. После этого у Джанет начинается припадок, и доктор делает ей укол, а затем звонит начальнику тюрьмы, чтобы остановили казнь.

## В ролях
- Шарль Буайе — Генри Мурье
- Энн Блит — Дорис Мид
- Джессика Тэнди — Джанет Спенс
- Седрик Хардвик — доктор Джеймс Либбард
- Милдред Нэтвик — медсестра Каролина Брэддок
- Сесил Хамфрис — генерал Спенс
- Хью Френч — Роберт Лестер
- Рэйчел Кемпсон — Эмили Мурье
- Валери Кардью — Клара
- Карл Харборд — Лесли Блейк
- Джон Уильямс — советник обвинения
- Лейланд Ходжсон — первый надзиратель
- Ола Лоррейн — Молси
- Гарри Кординг — шофёр МакНабб

## Создатели фильма и исполнители главных ролей
Режиссёр Золтан Корда, младший брат знаменитого продюсера Александра Корды, родился в Австро-Венгрии, а в 1932 году начал работать на студии брата в Великобритании. Более всего Корда-младший стал известным благодаря своим военным и приключенческим фильмам, действие которых часто происходит в африканских или азиатских странах, среди них «Барабан» (1938), «Четыре пера» (1939), «Багдадский вор» (1940), «Книга джунглей» (1942), «Сахара» (1943) и «Дело Макомбера» (1947).
Шарль Буайе сыграл главные роли во множестве популярных фильмов, среди которых «Любовный роман» (1939), «Всё это и небо в придачу» (1940), «Газовый свет» (1944), «Клуни Браун» (1946) и «Мадам де…» (1953).
Энн Блит известна ролями в фильмах «Милдред Пирс» (1945), «Гром на холме» (1951), «Мир в его руках» (1952), «Кисмет» (1955) и «Клевета» (1957).
Джессика Тэнди сыграла в таких фильмах, как «Седьмой крест» (1944), «Лис пустыни» (1951), «Птицы» (1963), «Шофёр мисс Дэйзи» (1989), который принёс ей «Оскар» за главную женскую роль, а также «Жареные зелёные помидоры» (1991).

## История создания фильма
Рабочими названиями этого фильма были «Бренный мир» (англ.  Mortal Coils) и «Месть» (англ. Vengeance). В заглавных титрах фильма название указано как «Женская месть Олдоса Хаксли» (англ. Aldous Huxley’s A Woman’s Vengeance).
Фильм поставлен по рассказу Олдоса Хаксли «Улыбка Джоконды» (1922). Рассказ основан на реальном судебном процессе, в котором валлийский адвокат был оправдан по обвинению в убийстве своей жены путём отравления. По этому же рассказу Хаксли написал и спродюсировал пьесу, которая шла на лондонской театральной сцене в июне 1948 года.
Фильм частично снимался на натуре в Riviera Country Club в Санта-Монике.

## Оценка фильма критикой

### Общая оценка фильма
После выхода фильма на экраны кинообозреватель «Нью-Йорк таймс» Босли Краузер написал: «Допуская, что есть основание для выражения „нет гнева сильнее, чем гнев отвергнутой женщины“ и что Джессика Тэнди является актрисой, которая полностью способна доказать эту точку зрения, этому фильму всё равно чего-то не хватает». Фильм хорош и «в актёрской игре, которая выполнена мастерски во всех смыслах, особенно, со стороны Тэнди и Седрика Хардвика в критически значимых ролях. Нет проблем и в постановке Корды, которая визуально сильна и строга. Скорее всего, дело в истории, которую Олдос Хаксли переработал из своего маленького трактата о мести „Улыбка Джоконды“». И всё же, как полагает Краузер, «фильм слишком медленно берёт начало и разгоняется до драматической остроты, где в конечном итоге происходит драма и интеллектуальное напряжение. Вся вступительная история о смерти жены изысканного плейбоя и его торопливого брака с молодой любовницей показана довольно скучно вплоть до сцены, где старая дева признаётся в любви ему и получает отказ. В этот момент — который кстати представляет собой жестокую эмоциональную сцену — история делает поворот в направлении тайны смерти жены и слишком долго задерживается на этой теме вплоть до окончательного раскрытия всех карт». Как далее пишет критик: «И потому к тому времени, как Тэнди и Хардвик, которые играют отвергнутую старую деву и семейного доктора, сцепляются в битве умов, в то время, как муж, приговорённый за убийство, ожидает смерти в тюрьме, основания для того чтобы проявлять интерес и тревогу уже практически улетучились». По мнению критика, «эта последняя длинная сцена откровения сыграна жёстко и чётко, где Тэнди даёт блистательную демонстрацию порочной решимости, а Хардвик отвечает ей с решительной силой». В целом же, как полагает Краузер, «несмотря на все свои спорадические взрывы и порой не свойственные для леди комментарии в адрес мужчин, фильм легко предсказуем, и с ним легко справиться».
Современный историк кино Крейг Батлер назвал картину «аккуратным маленьким триллером с убийством, который становится приятным сюрпризом для поклонников детективов, который ищут что-либо на незаезженных путях». По словам Батлера. «завязка картины хорошо знакома, и хотя разрабатывается она не особенно оригинально, всё чётко следует правилам и сделано аккуратно, эффективно и странным образом комфортно. Всё здесь на своём месте, каждый момент подан самым адекватным образом, и всё разрешается в выверенной временем традиции — неизбежно, но не скучно. В целом, это очень хороший детективный фильм с убийством». Как полагает критик, «постановка Золтана Корды также находится на уровне — она срабатывает во всём именно так, как задумано, редко удивляя, но постоянно доставляя удовольствие».
Кинокритик Леонард Молтин оценил картину как «выдающуюся драму о любителе погулять с женщинами, который попадает под суд, когда его жену обнаруживают мёртвой». Критик также отметил «блестящий актёрский состав, который даёт живую реалистичную игру».

### Оценка актёрской игры
Босли Краузер высоко оценил игру Джессики Тэнди и Седрика Хардвика в кульминационном эпизоде фильма, написав, что «игра обоих в этом эпизоде (который потянет на целый акт в спектакле), как и следует ожидать, собирает воедино всю мощь их таланта, которую они демонстрировали ранее». Кроме того критик выделил Милдред Нэтвик, которая «превосходна в роли стервозной, невротической медсестры с ядовитым мнением обо всех мужчинах, решительно называющей их „Свиньи!“. Её язвительным языком и надменными манерами передаются некоторые из самых едких и сардонических взглядов Хаксли». С другой стороны, Краузер указал на «механистичность игры Шарля Буайе», которая во многом происходит из слабости и ординарности роли. Как пишет критик, «на самом деле Буайе особенно и нечего делать, кроме как играть травмированного любовника и вызывающую жалость жертву холодной женской мести». А Энн Блит в роли юной леди похожа на героиню подросткового романа, и Буайе общается с ней соответственно.
По мнению Батлера, «в чём фильм немного поднимается выше остальных — это в актёрском составе. Шарль Буайе и Энн Блит оба прекрасны, но не исключительны. А сравнительно молодая Джессика Тэнди и всегда надёжный Седрик Хардвик обращают на себя внимание и доставляют большое удовольствие. Игра Тэнди свежа и захватывающа, и хотя её роль „старой девы“ вряд ли оригинальна, она справляется с её ключевыми моментами с высшей уверенностью и мастерством. Хардвик ещё лучше, сдерживая себя и раскрывая богатые глубины своего персонажа мельчайшими жестами или тоном голоса. Милдред Нэтвик также довольно хороша, даже несмотря на то, что её роль не позволяет ей также сиять, как Тэнди и Хардвику».